# Fumbleland! Mi è scappato un errore
Fumbleland! Mi è scappato un errore è un programma televisivo di divulgazione educativa in tecnica mista prodotta da Rai Ragazzi e va in onda dal 14 ottobre 2019 su Rai YoYo. 
Il personaggio principale di Mrs Sara Spelling è interpretato da Teresa Pascarelli, che utilizza il metodo Bilingual Method™, cioè un'alternanza della lingua madre (italiano) e della lingua straniera (inglese).
La prima serie di questo genere aveva come nome Fumbles ed andava in onda su DeA Junior.

## Trama
Nella fantastica isola cittadina di Fumbleland vivono i Fumbles, gli errori di ortografia della lingua inglese commessi dai bambini. Ora tocca alla maestra Mrs Spelling e ai suoi alunni correggere le parole.